# 27e cérémonie des Television Critics Association Awards
La 27e cérémonie des Television Critics Association Awards, décernés par la Television Critics Association, a eu lieu le 6 août 2011, et a récompensé les programmes télévisés diffusés au cours de la saison 2010-2011.

## Palmarès

### Série de l'année
- Friday Night Lights
  - Boardwalk Empire
  - Le Trône de fer (Game of Thrones)
  - Justified
  - Parks and Recreation

### Meilleure nouvelle série
- Le Trône de fer (Game of Thrones)
  - Boardwalk Empire
  - The Killing
  - Terriers
  - The Walking Dead

### Meilleure série dramatique
- Mad Men
  - Friday Night Lights
  - Le Trône de fer (Game of Thrones)
  - The Good Wife
  - Justified

### Meilleure série comique
- Modern Family
  - Community
  - Louie
  - Parks and Recreation
  - Raising Hope

### Meilleure performance individuelle dans une série dramatique
- Jon Hamm pour le rôle de Don Draper dans Mad Men
  - Steve Buscemi pour le rôle de Nucky Thompson dans Boardwalk Empire
  - Peter Dinklage pour le rôle de Tyrion Lannister dans Le Trône de fer (Game of Thrones)
  - Julianna Margulies pour le rôle d'Alicia Florrick dans The Good Wife
  - Margo Martindale pour le rôle de Mags Bennett dans Justified
  - Timothy Olyphant pour le rôle de Raylan Givens dans Justified

### Meilleure performance individuelle dans une série comique
(ex-æquo)
- Ty Burrell pour le rôle de Phil Dunphy dans Modern Family
- Nick Offerman pour le rôle de Ron Swanson dans Parks and Recreation
  - Louis C.K.  pour le rôle de Louie dans Louie
  - Amy Poehler pour le rôle de Leslie Knope dans Parks and Recreation
  - Danny Pudi pour le rôle d'Abed Nadir dans Community
  - Jon Stewart pour son propre rôle dans The Daily Show with Jon Stewart

### Meilleure mini-série ou meilleur téléfilm
- Sherlock
  - Cinema Verite
  - Downton Abbey
  - Mildred Pierce
  - Too Big to Fail : Débâcle à Wall Street (Too Big to Fail)

### Meilleure émission d'information
- Restrepo
  - 30 for 30
  - 60 Minutes
  - If God Is Willing and Da Creek Don't Rise
  - The Rachel Maddow Show

### Meilleure émission de téléréalité
- The Amazing Race
  - Anthony Bourdain: No Reservations
  - Survivor
  - Top Chef: All Stars
  - The Voice

### Meilleur programme pour enfants
- 1, rue Sésame (Sesame Street)
  - A Child's Garden of Poetry
  - iCarly
  - Nick News with Linda Ellerbee
  - L'Heure de la peur (R.L. Stine's The Haunting Hour)
  - Yo Gabba Gabba!

### Heritage Award
- The Dick Van Dyke Show
  - All in the Family
  - Freaks and Geeks
  - Twin Peaks

### Career Achievement Award
- Oprah Winfrey
  - Steven Bochco
  - Dick Ebersol
  - Cloris Leachman
  - David Letterman
  - William Shatner